# Nick Van Exel
Nickey Maxwell Van Exel (ur. 27 listopada 1971 w Kenosha, Wisconsin) – amerykański koszykarz występujący na pozycji rozgrywającego, po zakończeniu kariery sportowej trener koszykarski. 
Został wybrany na 37. miejscu w drafcie w roku 1993. W czasie 13 lat swojej kariery w NBA grał w zespołach San Antonio Spurs, Portland Trail Blazers, Golden State Warriors, Dallas Mavericks, Denver Nuggets i Los Angeles Lakers.
Zajmuje 6. miejsce w historii NBA pod względem liczby trafionych rzutów za trzy punkty w karierze - 1.528. W roku 1998 wziął udział w Meczu Gwiazd NBA, obok trzech innych graczy Los Angeles Lakers - całą czwórkę okrzyknięto "The Fab Four". Jego przydomki to "Nick the Quick" i Nick "Van Excellent".
W 1996 wystąpił w filmie Eddie.
25 sierpnia 2021 objął po raz kolejny w karierze stanowisko asystenta trenera, w klubie Atlanta Hawks.

## Osiągnięcia
Na podstawie, o ile nie zaznaczono inaczej.
NCAA
- Uczestnik rozgrywek Sweet Sixteen turnieju NCAA (1993)
- Mistrz:
  - turnieju konferencji Great Midwest (1993)
  - sezonu regularnego konferencji Great Midwest (1993)
- Zaliczony do III składu All-American (1993 przez AP, NABC)

NBA
- Zaliczony do II składu debiutantów NBA (1994)[4]
- Uczestnik meczu:
  - gwiazd NBA (1998)
  - debiutantów NBA (1994)